# Silicon Valley Classic 2021
Silicon Valley Classic 2021, oficiálně Mubadala Silicon Valley Classic 2021, byl profesionální tenisový turnaj pořádaný jako součást ženského okruhu WTA Tour, který se hrál na otevřených dvorcích s tvrdým povrchem v univerzitním areálu sanjoséské státní univerzity. Probíhal mezi 2. až 8. srpnem 2021 v americkém San José jako čtyřicátý devátý ročník turnaje. V roce 2020 byl zrušen pro přerušení sezóny kvůli koronavirové pandemii.
Turnaj představoval otevírací událost ženské části US Open Series 2021. Jeho rozpočet činil 565 530 dolarů a patřil do kategorie WTA 500. Nejvýše nasazenou hráčkou ve dvouhře se stala světová sedmnáctka Elise Mertensová z Belgie, která dohrála v semifinále na raketě Darji Kasatkinové. Jako poslední přímá účastnice do dvouhry nastoupila 109. hráčka žebříčku, Američanka Caty McNallyová.
Druhou singlovou trofej na okruhu WTA Tour vybojovala Američanka Danielle Collinsová, jíž navázala na dva týdny starý triumf na Palermo Ladies Open. Čtyřhru ovládl chorvatsko-slovinský pár Darija Juraková a Andreja Klepačová, jehož členky získaly po výhře na Bad Homburg Open 2021 druhou společnou trofej.

## Rozdělení bodů a finančních odměn

### Rozdělení bodů
| Soutěž  | vítězky | finalistky | semifinalistky | čtvrtfinalistky | 16 v kole | 28 v kole | Q  | Q2 | Q1 | zdroj |
| ------- | ------- | ---------- | -------------- | --------------- | --------- | --------- | -- | -- | -- | ----- |
| Dvouhra | 470     | 305        | 185            | 100             | 55        | 1         | 25 | 13 | 1  | [ 1 ] |
| Čtyřhra | 470     | 305        | 185            | 100             | 1         | —         | —  | —  | —  | [ 3 ] |

### Finanční odměny
| Soutěž                                | vítězky  | finalistky | semifinalistky | čtvrtfinalistky | 16 v kole | 28 v kole | Q2      | Q1      | zdroj       |
| ------------------------------------- | -------- | ---------- | -------------- | --------------- | --------- | --------- | ------- | ------- | ----------- |
| Dvouhra                               | 68 570 $ | 51 000 $   | 32 400 $       | 15 500 $        | 8 200 $   | 7 200 $   | 6 145 $ | 3 700 $ | [ 1 ] [ 4 ] |
| Čtyřhra                               | 25 230 $ | 17 750 $   | 10 000 $       | 5 500 $         | 3 500 $   | —         | —       | —       | [ 3 ]       |
| částky ve čtyřhře jsou uváděny na pár |          |            |                |                 |           |           |         |         |             |

## Ženská dvouhra

### Nasazení
| Belgie                                                                        | Elise Mertensová       | 17. | 1. |
| Kazachstán                                                                    | Jelena Rybakinová      | 20. | 2. |
| USA                                                                           | Madison Keysová        | 26. | 3. |
| Rusko                                                                         | Darja Kasatkinová      | 31. | 4. |
| Rusko                                                                         | Veronika Kuděrmetovová | 32. | 5. |
| Chorvatsko                                                                    | Petra Martićová        | 33. | 6. |
| USA                                                                           | Danielle Collinsová    | 35. | 7. |
| Kazachstán                                                                    | Julia Putincevová      | 36. | 8. |
| USA                                                                           | Alison Riskeová        | 37. | 9. |
| Žebříček WTA k 26. červenci 2021; číslo je součtem umístění obou členek páru. |                        |     |    |

### Jiné formy účasti
Následující hráčky obdržely divokou kartu do hlavní soutěže:
- Claire Liuová
- Emma Raducanuová

Následující hráčka nastoupila pod žebříčkovou ochranou:
- Coco Vandewegheová

Následující hráčky postoupily z kvalifikace:
- Emina Bektasová
- Han Na-lae
- Ana Konjuhová
- Lesley Pattinama Kerkhoveová

### Odhlášení
Před zahájením turnaje
- Jekatěrina Alexandrovová → nahradila ji  Kristina Mladenovicová
- Paula Badosová → nahradila ji  Caroline Garciaová
- Sofia Keninová → nahradila ji  Marie Bouzková
- Veronika Kuděrmetovová → nahradila ji  Caty McNallyová
- Karolína Muchová → nahradila ji  Donna Vekićová
- Jeļena Ostapenková → nahradila ji  Anastasija Sevastovová

## Ženská čtyřhra

### Nasazení
| Stát                                                                          | Hráčka             | Stát      | Hráčka               | WTA | Nasazení |
| ----------------------------------------------------------------------------- | ------------------ | --------- | -------------------- | --- | -------- |
| Kanada                                                                        | Gabriela Dabrowská | Brazílie  | Luisa Stefaniová     | 37  | 1        |
| Chorvatsko                                                                    | Darija Juraková    | Slovinsko | Andreja Klepačová    | 49. | 2.       |
| Austrálie                                                                     | Ellen Perezová     | Česko     | Květa Peschkeová     | 76. | 3.       |
| Česko                                                                         | Marie Bouzková     | Česko     | Lucie Hradecká       | 78. | 4.       |
| Mexiko                                                                        | Giuliana Olmosová  | USA       | Sabrina Santamariová | 90. | 5.       |
| Žebříček WTA k 26. červenci 2021; číslo je součtem umístění obou členek páru. |                    |           |                      |     |          |

### Jiné formy účasti
Následující páry získaly do soutěže divokou kartu:
- Makenna Jonesová /  Elizabeth Scottyová
- Ashlyn Kruegerová /  Robin Montgomeryová

Následující pár nastoupil z pozice náhradníka:
- Peyton Stearnsová /  Maribella Zamarripová

### Odhlášení
Před zahájením turnaje
- Marie Bouzková /  Lucie Hradecká → nahradily je  Peyton Stearnsová /  Maribella Zamarripová
- Čan Chao-čching /  Latisha Chan → nahradily je  Elixane Lechemiová /  Ingrid Neelová
- Desirae Krawczyková /  Bethanie Matteková-Sandsová → nahradily je  Emina Bektasová /  Tara Mooreová
- Sania Mirzaová /  Asia Muhammadová → nahradily je  Erin Routliffeová /  Aldila Sutdžiadi

## Přehled finále

### Ženská dvouhra
- Danielle Collinsová vs.  Darja Kasatkinová, 6–3, 6–7(10–12), 6–1

### Ženská čtyřhra
- Darija Juraková /  Andreja Klepačová vs.  Gabriela Dabrowská /  Luisa Stefaniová, 6−1, 7−5